# Санта-Кова (фунікулер)
41°35′33″ пн. ш. 1°50′22″ сх. д. / 41.59242222° пн. ш. 1.83945833° сх. д.
Фунікулер Санта-Кова (кат. Funicular de la Santa Cova; ісп. Funicular de La Santa Cova) – фунікулер на Монсеррат, поблизу Барселони в Каталонії, Іспанія. Лінія сполучає монастир та верхню кінцеву станцію зубчастої залізниці Монсеррат, по безперервній кривій до нижньої станції, що дає доступ через шлях до Санта-Кови, святині нижче гори.
Фунікулер має такі технічні параметри:
- Довжина: 262 м (860 футів)
- Висота: 118 м (387 футів)
- Максимальний кутовий коефіцієнт: 56,5%
- Рухомий склад: 2 вагони
- Місткість: 90 пасажирів у вагоні
- Конфігурація: одноколійна з роз'їздом
- Час у дорозі: 2,5 хв
- Ширина колії: 1000 мм
- Тяга: Електрична

Незважаючи на те, що лінія має два вагони, зазвичай лише один перевозить пасажирів, тоді як інший виконує роль противаги.
Лінія експлуатується Ferrocarrils de la Generalitat de Catalunya.
Лінія була відкрита в 1929 році і передана FGC в 1986 році. Була відремонтована в 1991 році, зберігши оригінальні східчасті та дерев'яні кузови. На жаль, один з вагонів був пошкоджений повенями в 2000 році, як і нижня станція. Коли лінія знову відкрилася в 2001 році, були надані нові панорамні машини, подібні до тих, що вже використовувались на сусідньому фунікулері Сан-Джоан.